# Boubers-sur-Canche
Pour les articles homonymes, voir Boubers-lès-Hesmond et Canche.
Boubers-sur-Canche est une commune française située dans le département du Pas-de-Calais en région Hauts-de-France. Ses habitants sont appelés les Boubersois. La commune est membre de la communauté de communes du Ternois.

## Géographie

### Localisation
Localisée dans le sud du département du Pas-de-Calais et dans la vallée la Canche, la commune de Boubers-sur-Canche se situe à 14 kilomètres au sud-ouest de Saint-Pol-sur-Ternoise.
Le territoire de la commune est limitrophe de ceux de sept communes.
Les communes limitrophes sont Flers, Ligny-sur-Canche, Monchel-sur-Canche, Nuncq-Hautecôte, Vacquerie-le-Boucq, Conchy-sur-Canche et Fortel-en-Artois.

### Géologie et relief
La superficie de la commune est de 9,23 km2 ; son altitude varie de 52  à   142 m.

### Hydrographie
Le territoire de la commune est situé dans le bassin Artois-Picardie.
Il est traversé par trois cours d'eau :
- la Canche, fleuve côtier d'une longueur de 100,22 km, qui prend sa source dans la commune de Gouy-en-Ternois et se jette dans la Manche entre Étaples et Le Touquet-Paris-Plage[4] ;
- le Monchel-sur-Canche, d'une longueur de 3,56 km[5] ;
- le fossé de rougelay, d'une longueur de 1,06 km[6].

La commune fait l'objet d'un SAGE (SAGE de la Canche) et l'estuaire de la Canche est inclus dans un projet de zone marine protégée).

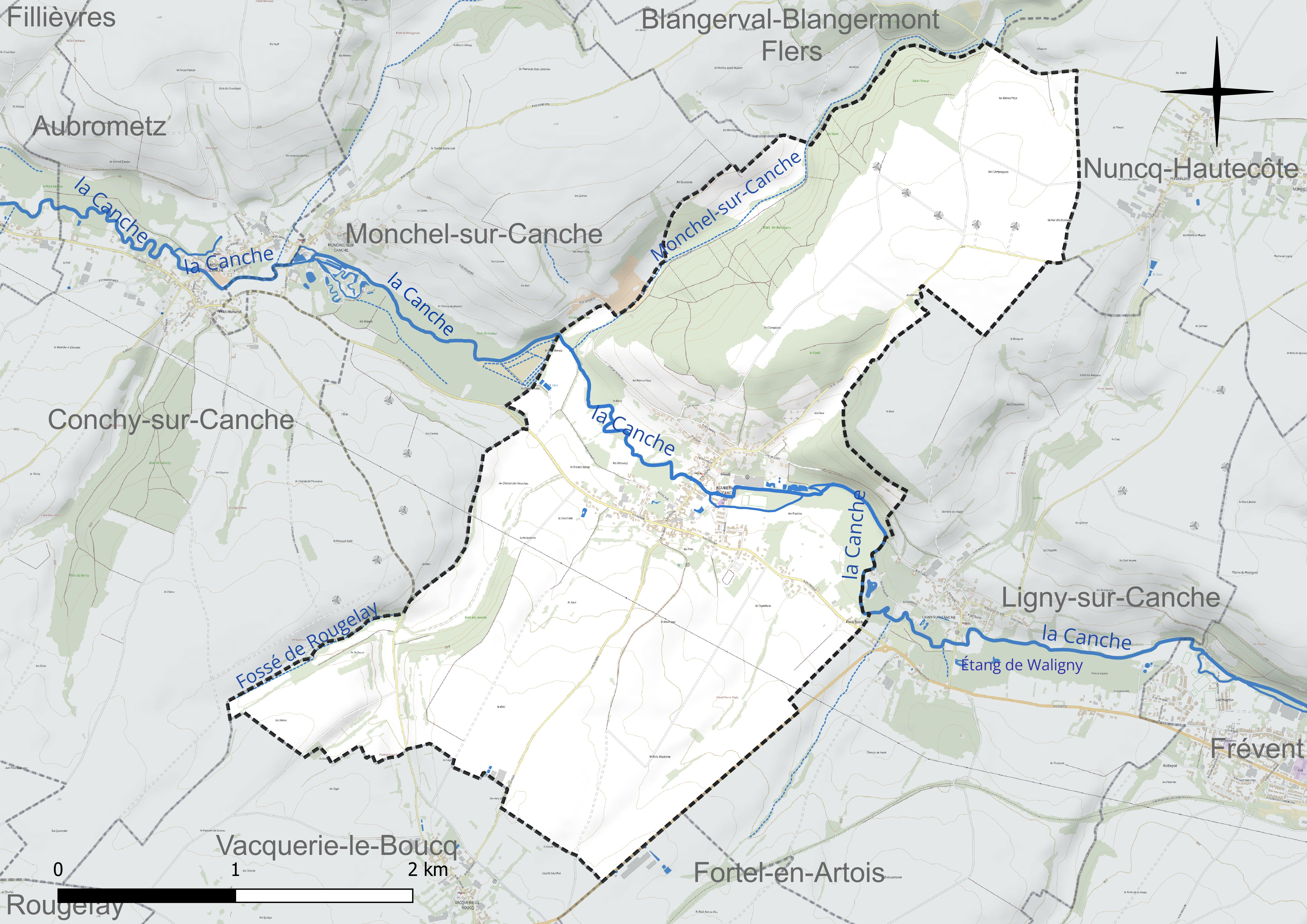
Réseau hydrographique de Boubers-sur-Canche.

### Climat
Pour des articles plus généraux, voir Climat des Hauts-de-France et Climat du Pas-de-Calais.
En 2010, le climat de la commune est de type climat océanique dégradé des plaines du Centre et du Nord, selon une étude du CNRS s'appuyant sur une série de données couvrant la période 1971-2000. En 2020, Météo-France publie une typologie des climats de la France métropolitaine dans laquelle la commune est exposée à un climat océanique et est dans la région climatique Côtes de la Manche orientale, caractérisée par un faible ensoleillement (1 550 h/an) ; forte humidité de l’air (plus de 20 h/jour avec humidité relative > 80 % en hiver), vents forts fréquents.
Pour la période 1971-2000, la température annuelle moyenne est de 10,3 °C, avec une amplitude thermique annuelle de 13,5 °C. Le cumul annuel moyen de précipitations est de 833 mm, avec 13,1 jours de précipitations en janvier et 8,6 jours en juillet. Pour la période 1991-2020, la température moyenne annuelle observée sur la station météorologique la plus proche, située sur la commune de Humières à 11 km à vol d'oiseau, est de 10,9 °C et le cumul annuel moyen de précipitations est de 856,9 mm,. Pour l'avenir, les paramètres climatiques de la commune estimés pour 2050 selon différents scénarios d'émission de gaz à effet de serre sont consultables sur un site dédié publié par Météo-France en novembre 2022.

### Paysages
Pour un article plus général, voir Paysage en France.
La commune s'inscrit dans les « paysages du Ternois » tels qu'ils sont définis dans l'atlas de paysages de la région Nord-Pas-de-Calais, conçu par la direction régionale de l'Environnement, de l'Aménagement et du Logement (DREAL),.
Ces « paysages du Ternois », qui concernent 138 communes avec trois pôles d'attraction que sont Hesdin-la-Forêt à l'ouest, Saint-Pol-sur-Ternoise à l'est et, dans une moindre mesure, Frévent en lisière sud, sont délimités par deux cours d'eau : la Canche au sud et la Ternoise au nord. Ces paysages sont composés de plateaux, de vallées et de bocages. Les plateaux du Ternois montrent une structure tabulaire assez plane et une altitude assez régulière avec des points culminants entre 150  à   160 m.
Le territoire d'une vingtaine de kilomètres du nord au sud et d'est en ouest, est traversé par la D 939 reliant Saint-Pol-sur-Ternoise à Hesdin-la-Forêt, par la D 912 entre Saint-Pol-sur-Ternoise et Frévent et par la ligne ferroviaire de Saint-Pol-sur-Ternoise à Étaples dans la vallée de la Canche. La position excentrée, en l'absence de grands axes autoroutiers ou ferrés structurants, a permis au Ternois de conserver un caractère rural.
Au niveau de l'occupation des sols de ces « paysages du Ternois », les surfaces cultivées représentent 66,80 % de la surface totale et sont omniprésentes sur les plateaux avec majoritairement la culture de la betterave et de la pomme de terre, les prairies naturelles, permanentes 19 %, les forêts, comme la forêt d'Hesdin, et milieux semi-naturels 7,26 %, présentes dans les deux principales vallées de la Ternoise et de la Canche, les espaces artificialisés 3,22 % avec principalement les communes de Saint-Pol-sur-Ternoise, Hesdin-la-Forêt et Frévent, les espaces industriels 0,52 % et les cours d'eau et plans d'eau 0,21 %.

### Milieux naturels et biodiversité

#### Espaces protégés et gérés
La protection réglementaire est le mode d’intervention le plus fort pour préserver des espaces naturels remarquables et leur biodiversité associée.
Dans ce cadre, on trouve sur le territoire de la commune deux terrains gérés par le Conservatoire d'espaces naturels des Hauts-de-France: 
- le marais de Boubers, d'une superficie de 17 hectares. Terrain géré (location, convention de gestion) par le Conservatoire d'espaces naturels des Hauts-de-France[17] ;
- l'étang de Waligny, d'une superficie de 6 hectares. Terrain géré (location, convention de gestion) par le Conservatoire d'espaces naturels des Hauts-de-France[18].

#### Zones naturelles d'intérêt écologique, faunistique et floristique
L’inventaire des zones naturelles d'intérêt écologique, faunistique et floristique (ZNIEFF) a pour objectif de réaliser une couverture des zones les plus intéressantes sur le plan écologique, essentiellement dans la perspective d’améliorer la connaissance du patrimoine naturel national et de fournir aux différents décideurs un outil d’aide à la prise en compte de l’environnement dans l’aménagement du territoire.
Le territoire communal comprend une ZNIEFF de type 1 : la haute vallée de la Canche en amont de Conchy-sur-Canche. Cette ZNIEFF correspond à la moyenne et à la haute vallée de la Canche, de l’amont de la commune de Conchy-sur-Canche jusqu’aux sources, au niveau de Magnicourt-sur-Canche.
et une ZNIEFF de type 2 : la haute vallée de la Canche et ses versants en amont de Sainte-Austreberthe qui se situe dans le pays du Ternois. Elle offre un relief de coteau abrupt au Nord et des pentes douces au Sud. Le fond de vallée est constitué de pâturages et de zones de cultures. Les versants les plus pentus et inaccessibles accueillent des boisements.

Carte des ZNIEFF de type 1 et 2 sur la commune
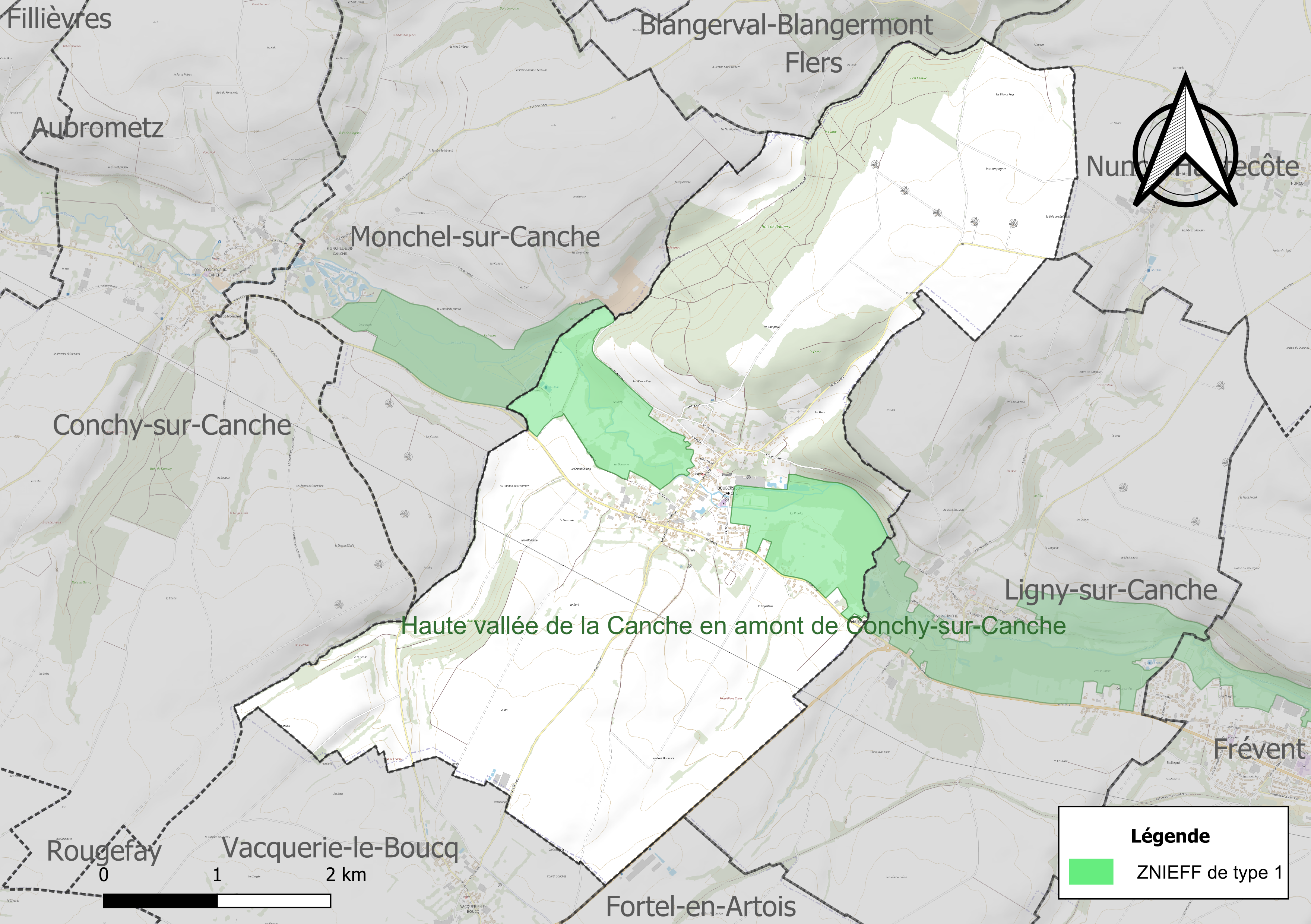
Carte de la ZNIEFF de type 1 sur la commune.
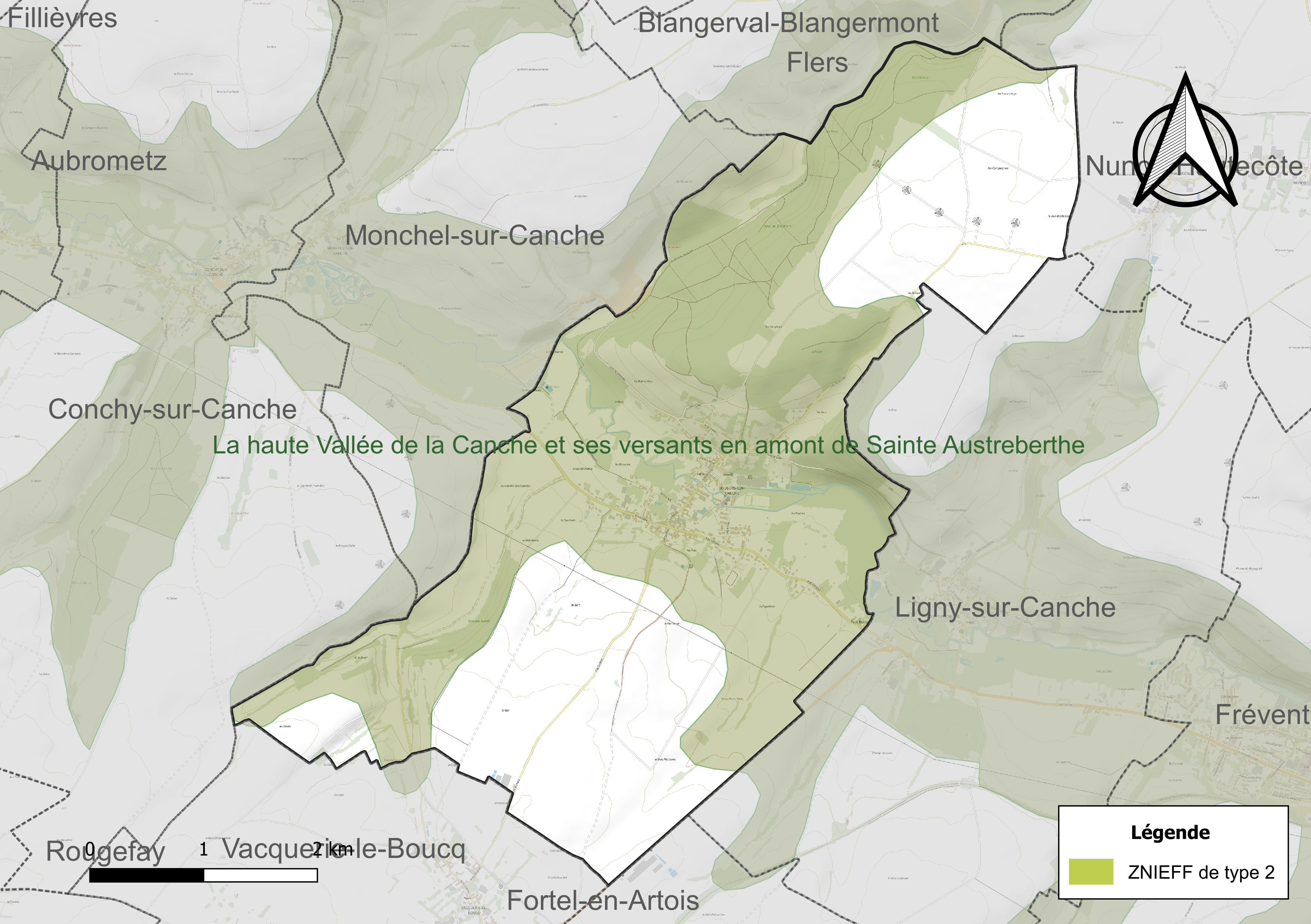
Carte de la ZNIEFF de type 2 sur la commune.

## Urbanisme

### Typologie
Au 1er janvier 2024, Boubers-sur-Canche est catégorisée commune rurale à habitat dispersé, selon la nouvelle grille communale de densité à sept niveaux définie par l'Insee en 2022.
Elle est située hors unité urbaine et hors attraction des villes,.

### Occupation des sols
L'occupation des sols de la commune, telle qu'elle ressort de la base de données européenne d’occupation biophysique des sols Corine Land Cover (CLC), est marquée par l'importance des territoires agricoles (78,7 % en 2018), une proportion sensiblement équivalente à celle de 1990 (78,9 %). La répartition détaillée en 2018 est la suivante : 
terres arables (56,7 %), prairies (18,9 %), forêts (15,6 %), zones urbanisées (5,7 %), zones agricoles hétérogènes (3,1 %). L'évolution de l’occupation des sols de la commune et de ses infrastructures peut être observée sur les différentes représentations cartographiques du territoire : la carte de Cassini (XVIIIe siècle), la carte d'état-major (1820-1866) et les cartes ou photos aériennes de l'IGN pour la période actuelle (1950 à aujourd'hui).

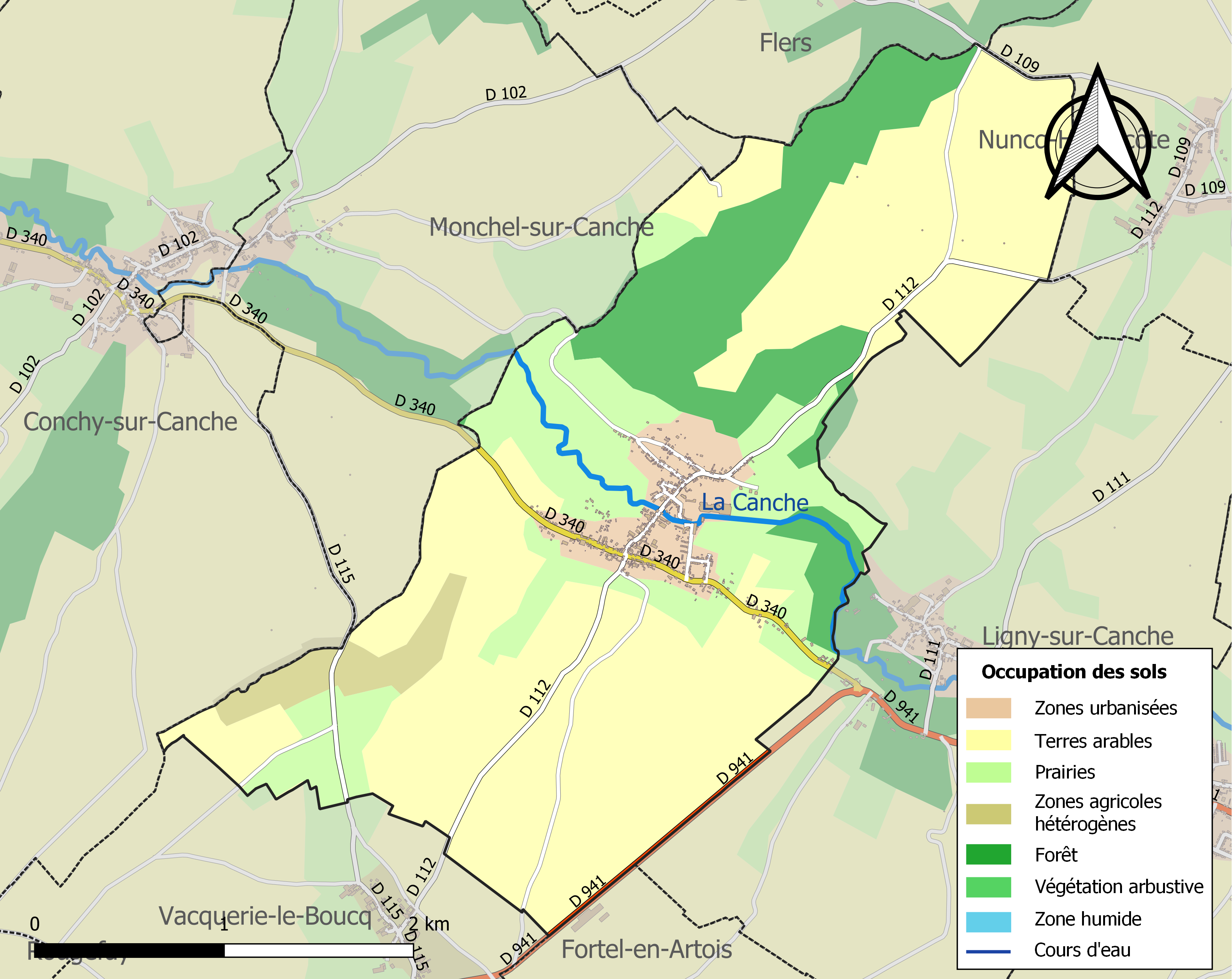
Carte des infrastructures et de l'occupation des sols de la commune en 2018 (CLC).

### Voies de communication et transports

#### Voies de communication
La commune est desservie par les routes départementales D 112 et D 340 reliant Ligny-sur-Canche à Hesdin.

#### Transport ferroviaire
La commune se trouve à 14 km de la gare de Saint-Pol-sur-Ternoise, située sur la ligne de Saint-Pol-sur-Ternoise à Étaples, desservie par des trains TER Hauts-de-France.

## Toponymie
Le nom de la localité est attesté sous les formes Budberz et Bobert en 1079, Botbercii en 1099, Buberch en 1129,.
Albert Dauzat et Ernest Nègre ont vu dans Boubers un nom de personne germanique en -bert fixé absolument. Albert Dauzat suggère *Bud- en tant qu'élément d'anthroponyme non attesté en l'état des sources. Ernest Nègre évite l'écueil d'un nom de personne non attesté en proposant Baldebertus, cependant il faut supposer préalablement que Balde- soit devenu Baude- réduit à Bod- postérieurement.
Ils rapprochent Boubers-sur-Canche de Boubers-lès-Hesmond (Pas-de-Calais, Budberz et Buberch 1079) dont les formes anciennes ne comportent pas non plus un élément Balde- devenu Baude-, mais le même élément Bud-. Ils pensent sans doute que les formes en -berz, -bert sont les formes primitives du toponyme, alors que celles en -berc(h) résultent soit de l'attraction des toponymes en -berg environnants (voir Humbert et Hesmond), soit que la consonne c (Botbercii, Buberch) note dans ce cas un t comme cela arrive souvent avec les graphies médiévales. Ils omettent le toponyme Mons-Boubert (Somme, Boberc en 1176, Bobers en 1187, Bouberc de 1209, Bouberch régulièrement de 1220 à 1616) qui partage vraisemblablement la même étymologie. Sa situation au sud de la Somme rend problématique l'attraction d'un autre toponyme en -berg pour expliquer les formes régulières en -berc(h), puisqu'il ne s'en trouve pas dans son environnement. Maurits Gysseling compare directement avec les noms de lieux du domaine germanophone Budberg.
L'élément -bers doit représenter directement le germanique berg « élévation, colline, mont », précédé d'un substantif ou d'un adjectif germanique non identifié. Le recours à l'appellatif berg se justifie aussi par la topographie : le dénivelé est de 90 m sur le territoire de la commune, de même pour Boubers-les-Hesmond avec 86 m et Mons-Boubert qui domine une profonde vallée correspondant à une cassure du plateau et dont Mons « mont(s) » anciennement associé à Boubert est la traduction romane de berg.
La Canche traverse la commune.

## Histoire
La terre de Boubers entra au XVIe siècle dans la Maison de Berghes, par héritage des familles de Neuville et de Bailleul.
Le titre de prince (érection en principauté) est donné à Madrid le 30 octobre 1681 par le roi d'Espagne (à l'époque la région appartenait à l'Espagne) à Eug̠ène de Berghes, (maison de Berghes-Saint-Winock), comte de Râches, seigneur de Boubers, membre du conseil de guerre du roi, maître de camp général des armées aux Pays-Bas, grand Bailli et gouverneur du Hainaut, chevalier de la Toison d'Or, en sa faveur et pour ses descendants, « mâles et femelles », avec permission d'appliquer ce titre sur celle de ses terres qui lui plaira, pourvu qu'elle soit située sous domination d'Espagne (voir Râches pour plus de détails).
Le château de Râches ayant été détruit en 1674, pendant les guerres de conquête des Flandres, Philippe Ignace de Berghes, petit neveu d'Eugène de Berghes, paraît avoir fait construire le château de Boubers dans le premier tiers du XVIIIe siècle.
il s'agissait d'un vaste édifice, un des plus vastes de l'Artois, de plan rectangulaire et double en profondeur, dont chacune des deux façades comptait quinze travées.
De chaque côté, les trois travées centrales formaient un avant-corps en légère avancée, surmonté d'un étage supplémentaire et d'un fronton courbe.
Toute en pierre, l'élévation comportait un sous-sol assez élevé, un piano nobile, et un étage surmonté d'un toit mansardé.
La terre de Boubers relevant du château d'Hesdin, reste dans les mains de la famille de Berghes jusqu'à sa vente en 1828 par les héritiers de Constantine Fortunée Ghislaine de Berghes, morte en 1814, épouse de Jean Charles Annet Victorin de Lasteyrie du Saillant, maire de Boubers sur Canche, préfet du département de la Lippe, qui partit habiter le château des Pressoirs du Roi.
L'acquéreur, le manufacturier Guillaume Louis Ternaux, transforme le château en entreprise textile et meurt prématurément en 1833.
Le domaine de Boubers et son château sont alors revendus en 1835 à un autre manufacturier, le baron de Fourment, également implanté, non loin de là, dans l'ancienne abbaye de Cercamp, auquel succède son fils, Louis François Luglien Leroy, mort en 1916.
Après ce dernier, le château, démoli au début des années 1920, et la manufacture, passent successivement à plusieurs entreprises textiles, le Comptoir Linier, Saint-frères, Agache-Willot, puis Safilin.
Seules subsistent aujourd'hui une aile du château, une partie des dépendances et un majestueux portail d'entrée, situé à proximité de l'église paroissiale.

## Politique et administration

### Découpage territorial
La commune se trouve dans l'arrondissement d'Arras du département du Pas-de-Calais.

#### Commune et intercommunalités
La commune faisait partie de la petite communauté de communes de la région de Frévent, créée fin 1998.
Dans le cadre des dispositions de la loi portant nouvelle organisation territoriale de la République (Loi NOTRe) du 7 août 2015, qui prévoit que les établissements publics de coopération intercommunale (EPCI) à fiscalité propre doivent avoir un minimum de 15 000 habitants, le préfet du Pas-de-Calais a publié le 12 octobre 2015 un projet de schéma départemental de coopération intercommunale qui prévoyait diverses fusion d'intercommunalité.
À l'initiative des intercommunalités concernées, la Commission départementale de coopération intercommunale (CDCI) adopte le 26 février 2016 un amendement à ce projet, proposant la fusion de : 
- la communauté de communes de l'Auxillois, regroupant 16 communes dont une de la Somme et 5 217 habitants[40] ;
- la communauté de communes de la région de Frévent, regroupant 12 communes et 6 567 habitants ;
- de la communauté de communes des Vertes Collines du Saint-Polois, regroupant 58 communes et 19 585 habitants ;
- de la communauté de communes du Pernois, regroupant 18 communes et 7 114 habitants.

Le schéma, intégrant notamment cette évolution, est approuvé par un arrêté préfectoral du 30 mars 2016, et la communauté de communes du Ternois, dont la commune est désormais membre, est créée par un arrêté préfectoral du 30 août 2016 qui a pris effet le 1er janvier 2017. La communauté de communes du Ternois regroupe 103 communes et totalise 37 469 habitants en 2021.

#### Circonscriptions administratives
La commune fait partie depuis 1801 du canton d'Auxi-le-Château. Dans le cadre du redécoupage cantonal de 2014 en France, la commune est intégrée au canton de Saint-Pol-sur-Ternoise.

#### Circonscriptions électorales
Pour l'élection des députés, la commune fait partie de la première circonscription du Pas-de-Calais.

### Élections municipales et communautaires
À la suite de la diffusion d'un tract jugé diffamatoire, le tribunal administratif a annulé le second tour des élections municipales de 2014, des élections municipales complémentaires ont eu lieu le 14 septembre 2014.

#### Liste des maires
| Période                                  | Période                      | Identité                                       | Étiquette | Qualité                                           |
| ---------------------------------------- | ---------------------------- | ---------------------------------------------- | --------- | ------------------------------------------------- |
| Les données manquantes sont à compléter. |                              |                                                |           |                                                   |
| 1801                                     | 1804                         | Jean Charles Victorin de Lasteyrie du Saillant |           |                                                   |
| 1804                                     | 1826                         | Julien Crevel                                  |           |                                                   |
| 1826                                     | 1831                         | Louis Cadet                                    |           |                                                   |
| 1831                                     | 1837                         | Charlemagne Millon                             |           |                                                   |
| 1837                                     | 1851                         | Norbert Telliez                                |           |                                                   |
| 1852                                     | 1853                         | Augustin Vasseur                               |           |                                                   |
| 1853                                     | 1857                         | Auguste Guersant                               |           |                                                   |
| 1857                                     | 1905                         | Jules Hoez                                     |           |                                                   |
| 1905                                     | 1906                         | Henri Hoez                                     |           |                                                   |
| 1906                                     | 1919                         | Louis Tahon                                    |           |                                                   |
| 1919                                     | 1920                         | Arthur Samier                                  |           |                                                   |
| 1920                                     | 1940                         | Jules Mallet                                   |           |                                                   |
| 1940                                     | 1945                         | Maurice Debret                                 |           |                                                   |
| 1945                                     | 1959                         | Jean-Baptiste Tilliette                        |           |                                                   |
| 1959                                     | 1992                         | Victor Beaurain                                |           |                                                   |
| 1993                                     | 1998                         | André Suret                                    |           |                                                   |
| 1999                                     | 2000                         | Jacqueline Brément                             |           |                                                   |
| mars 2001                                | 2014                         | Roger Dheilly                                  |           |                                                   |
| avril 2014                               | En cours (au 8 janvier 2025) | Jean-Marie Tinchon                             |           | ouvrier qualifié, Réélu pour le mandat 2020-2026, |

## Équipements et services publics

### Espaces publics
La commune fait partie des villages labellisés Village Patrimoine, qui œuvrent à mettre en avant leurs patrimoines matériels et/ou immatériels (historique, culturel, naturel, architectural, etc.).
Boubers-sur-Canche est labellisé « Villes et Villages Fleuris » 4 fleurs,.

### Justice, sécurité, secours et défense
La commune dépend du tribunal judiciaire d'Arras, du conseil de prud'hommes d'Arras, de la cour d'appel de Douai, du tribunal de commerce d'Arras, du tribunal administratif de Lille, de la cour administrative d'appel de Douai et du tribunal pour enfants d'Arras.

## Population et société

### Démographie
Les habitants de la commune sont appelés les Boubérois.

#### Évolution démographique
L'évolution du nombre d'habitants est connue à travers les recensements de la population effectués dans la commune depuis 1793. Pour les communes de moins de 10 000 habitants, une enquête de recensement portant sur toute la population est réalisée tous les cinq ans, les populations de référence des années intermédiaires étant quant à elles estimées par interpolation ou extrapolation. Pour la commune, le premier recensement exhaustif entrant dans le cadre du nouveau dispositif a été réalisé en 2008.

En 2022, la commune comptait 577 habitants, en évolution de −2,53 % par rapport à 2016 (Pas-de-Calais : −0,72 %, France hors Mayotte : +2,11 %).
| 1793 | 1800 | 1806 | 1821 | 1831 | 1836 | 1841 | 1846 | 1851 |
| ---- | ---- | ---- | ---- | ---- | ---- | ---- | ---- | ---- |
| 488  | 527  | 593  | 602  | 660  | 667  | 774  | 895  | 869  |

| 1856 | 1861 | 1866 | 1872 | 1876 | 1881 | 1886 | 1891 | 1896 |
| ---- | ---- | ---- | ---- | ---- | ---- | ---- | ---- | ---- |
| 869  | 813  | 853  | 838  | 860  | 845  | 875  | 826  | 801  |

| 1901 | 1906 | 1911 | 1921 | 1926 | 1931 | 1936 | 1946 | 1954 |
| ---- | ---- | ---- | ---- | ---- | ---- | ---- | ---- | ---- |
| 822  | 824  | 752  | 659  | 676  | 693  | 662  | 643  | 610  |

| 1962 | 1968 | 1975 | 1982 | 1990 | 1999 | 2006 | 2008 | 2013 |
| ---- | ---- | ---- | ---- | ---- | ---- | ---- | ---- | ---- |
| 564  | 547  | 618  | 649  | 604  | 606  | 598  | 596  | 607  |

| 2018 | 2022 | - | - | - | - | - | - | - |
| ---- | ---- | - | - | - | - | - | - | - |
| 587  | 577  | - | - | - | - | - | - | - |

#### Pyramide des âges
En 2018, le taux de personnes d'un âge inférieur à 30 ans s'élève à 34,6 %, soit en dessous de la moyenne départementale (36,7 %). À l'inverse, le taux de personnes d'âge supérieur à 60 ans est de 28,6 % la même année, alors qu'il est de 24,9 % au niveau départemental.
En 2018, la commune comptait 290 hommes pour 297 femmes, soit un taux de 50,6 % de femmes, légèrement inférieur au taux départemental (51,5 %).
Les pyramides des âges de la commune et du département s'établissent comme suit.
| Hommes | Classe d’âge | Femmes |
| ------ | ------------ | ------ |
| 0,7    | 90 ou +      | 1,7    |
| 6,2    | 75-89 ans    | 8,8    |
| 18,3   | 60-74 ans    | 21,5   |
| 19,7   | 45-59 ans    | 21,2   |
| 15,2   | 30-44 ans    | 17,5   |
| 18,6   | 15-29 ans    | 13,5   |
| 21,4   | 0-14 ans     | 15,8   |

| Hommes | Classe d’âge | Femmes |
| ------ | ------------ | ------ |
| 0,5    | 90 ou +      | 1,6    |
| 5,6    | 75-89 ans    | 8,9    |
| 16,7   | 60-74 ans    | 18,1   |
| 20,2   | 45-59 ans    | 19,2   |
| 18,9   | 30-44 ans    | 18,1   |
| 18,2   | 15-29 ans    | 16,2   |
| 19,9   | 0-14 ans     | 17,9   |

## Culture locale et patrimoine

### Lieux et monuments
- L'église Saint-Léger.
- Le monument aux morts[60].
- La plaque aux morts de la paroisse située dans l'église[60].

### Héraldique
| Blason de Boubers-sur-Canche | Blason  | D'or au lion de gueules, armé et lampassé d'azur, accompagné de trois écussons de gueules, deux en chef et un en pointe à dextre. |
| Blason de Boubers-sur-Canche | Détails | Le statut officiel du blason reste à déterminer.                                                                                  |

## Pour approfondir